# David Brin
David Brin, född 6 oktober 1950 i Glendale, Kalifornien USA, professor i fysik och science fiction-författare. 
Brin är mest känd för Uplift-trilogin, där det galaktiska samfundet kontrollerar och lyfter upp (uplift) alla intelligenta syreberoende livsformer till samfundet, men där mänskligheten saknar någon ansvarig för dem inom samfundet och därför inte får möjligheten att lära sig de sociala koder som gäller. De kommer därför in och bryter mot normen. Han har även gjort en uppföljande trilogi.
Hans andra roman i Uplift-trilogin, Vid stjärnhavets strand, belönades med såväl Nebulapriset 1983 som Hugopriset 1984 för bästa roman. 1988 var det dags igen för ett Hugopris för bästa roman, den här gången för The Uplift War.
David Brin var tillsammans med Sakyo Komatsu författarhedersgäst vid 2007 år Worldcon i Yokohama.
Brin har även skrivit boken The Postman, som filmen med samma namn baseras på (svensk titel The Postman - budbäraren).

## Utmärkelser
Asteroiden 5748 Davebrin är uppkallad efter honom.

## Verk översatta till svenska
- Vid stjärnhavets strand, ISBN 91-7024-691-2 (Startide Rising, 1983): ett rymdskepp vars besättning består av människor och intelligenta delfiner jagas av flera galaktiska civilisationer efter att ha upptäckt en övergiven rymdflotta.